# スカル隊
- マクロスシリーズ > 超時空要塞マクロス > スカル隊
  - マクロスシリーズの用語一覧 > スカル隊

スカル隊（スカルたい）は、テレビアニメ『超時空要塞マクロス』をはじめとする関連作品群「マクロスシリーズ」に登場する架空の部隊。統合軍の可変戦闘機部隊としては最も古い部隊の一つであり、時期によって規模が異なる。
部隊名のスカルとは英語で頭蓋骨（skull）のこと。海賊旗（Jolly Roger）のマークを部隊章とし、所属機のコールサインは「スカル○」もしくは「スカル○番機」（○内は数字）。指揮官機は「スカル・ワン」、または「スカル・リーダー」と呼ばれる。

## 統合戦争時代
統合戦争を描いたOVA『マクロス ゼロ』作中では、空母アスカ所属のスカル小隊として試作可変戦闘機VF-0 フェニックスで編成される。小隊隊長ロイ・フォッカー少佐を含む4機編成であったが、F-14を失った工藤シン少尉とエドガー・ラサール少尉を暫定的に編入し、5機編成となる。百戦錬磨のエースパイロット、フォッカー隊長以外は可変戦闘機に不慣れな若いパイロットばかりであり、訓練ではフォッカーが教官役を務めるほか、実戦でも部下をフォローする場面が多い。F-14搭乗時はエース級の腕前であった工藤も可変戦闘機への機種転換に苦労し、当初はラサールと共に練習用（複座型）のVF-0Dを使用。後に上達し、最終決戦では単座型のVF-0Aで出撃する。この際、工藤機のコールサインがスカル5からスカル2に変わるが、他の隊員の所在については特に描かれていない。
- VF-0S（小隊指揮機：スカル1：機体番号301）
- VF-0A（隊員機：スカル2 - 4：機体番号302 - 304、最終決戦時：スカル2：機体番号311）
- VF-0D（複座訓練機：スカル2 - 5：機体番号302 - 305）

## 第一次星間大戦時代
第一次星間大戦を描いたテレビアニメ『超時空要塞マクロス』および劇場版『超時空要塞マクロス 愛・おぼえていますか』作中では、SDF-1マクロス航空隊としてロールアウトされたばかりの最新鋭可変戦闘機VF-1 バルキリーで編制された。両作品間には多くの設定変更点があり、スカル隊についても部隊の経歴や規模に違いが見られる。

### 『超時空要塞マクロス』版
テレビシリーズでは隊長のロイ・フォッカー、一条輝がスカル隊の名を持ち回っており、地位の上昇に伴い部隊規模も再編される形が採られている。
スカル大隊
ロイ・フォッカー少佐が大隊隊長を務め、空母プロメテウスに所属。同艦はマクロス進宙式典を警護するため、南アタリア島付近に滞在していたが、フォールド事故に巻き込まれた結果、マクロスの左腕に接続される。マクロス艦内で統合軍に入隊した一条輝軍曹もこの部隊に配属され、23番機として入隊訓練時から引き続き、当初から小隊指揮機VF-1Jに搭乗（その理由として3つの説が存在し、各文献に説明がある。詳しくは「一条輝#超時空要塞マクロス」を参照）。のちに同大隊に所属するヴァーミリオン小隊の小隊長（少尉）となり、マクシミリアン・ジーナス伍長、柿崎速雄伍長が同小隊隊員となる。
- VF-1S（大隊指揮機：スカル1またはスカルリーダー）
- VF-1J（小隊指揮機：ヴァーミリオンリーダー）
- VF-1A（隊員機）

スカル小隊
ロイ・フォッカー戦死後、遺された指揮官機VF-1S（通称「ロイ・フォッカー・スペシャル」）を一条輝中尉が受け継いだことによってヴァーミリオン小隊から改称されるが、その直後に柿崎速雄少尉が戦死し、マクシミリアン・ジーナス少尉が小隊長として独立したため、短期間の編成に終わる。
- VF-1S（小隊指揮機：スカル1またはスカルリーダー）
- VF-1A（隊員機）

スカル中隊
一条輝中尉の中隊長昇進に伴い再編成され、新隊員として松木浩明が配属される。第一次星間大戦終結後、新統合軍のパトロール部隊として活動再開。一条は大尉に昇進し、新隊員として『マクロスプラス』に登場するミラード・ジョンソン（当時少尉）が配属される。
- VF-1S（中隊指揮機：スカル1またはスカルリーダー）
- VF-1A（隊員機）

### 『超時空要塞マクロス 愛・おぼえていますか』版
スカル小隊
ロイ・フォッカー少佐が小隊隊長を務め、一条輝、マクシミリアン・ジーナス、柿崎速雄（いずれも少尉）3名を率いる4機編成。空母プロメテウスに所属していたが、ゼントラーディ軍との緒戦において同艦が撃沈されたため、マクロス（宇宙空母アームド）航空隊に編属された。フォッカーと一条がゼントラーディ軍に捕まり行方不明となったため、ジーナスが大尉に昇格し、新隊長に昇進。のちに一条が復帰して3機編成となるが、メルトランディ軍との戦闘で柿崎が戦死し、ジーナスも行方不明となる。よって一条が隊長に昇進し、最終決戦においてゴル・ボドルザー打倒の特別任務を遂行する。
- VF-1S（小隊指揮機：スカル1：機体番号001）
- VF-1A（隊員機：スカル11 - 13：機体番号011 - 013）

劇場版では部隊規模が小隊に固定され、隊長が空位になった場合は隊員が昇格し、小隊指揮用のVF-1Sを受領する形が採られている。また、劇場版のオペレーターのアナウンスではスカル小隊以外にも「エイセス」、「アポロ」、「エンジェル」という小隊の存在が語られている。
富田祐弘によるノベライズではほかにも、フォッカーと輝の間を埋める先輩パイロットが複数いるが、序盤の戦闘で戦死する。

## 宇宙移民時代
OVA『超時空要塞マクロス Flash Back 2012』では、 一条輝を隊長としてVF-4 ライトニングIIIで編制され、メガロード級移民船1番艦SDF-2メガロード-01に配備される。同艦は居住可能な惑星を探して銀河系中心方面へ旅立ったが、2016年7月に通信が途絶し、消息不明となった。その事実は公表されなかったが、スカル隊の名は歴戦の名パイロットを輩出した部隊として、後世にも伝説的に語られている。また、マクシミリアン・ジーナスと彼の妻ミリア・ファリーナ・ジーナスの特殊部隊がダンシング・スカル隊を名乗り、その精神を引き継ぐことになる。
『マクロスF』においては、民間軍事プロバイダー「S.M.S」のオズマ・リー率いる小隊名として引き継がれているものの、部隊マークはそれまで使われていた髑髏と骨ではなく、牛の頭蓋骨になっている。

## デザインの特色

### 作中での設定
バルキリーに限らず、戦闘機の機体色は敵の目につかない低視認性（ロービジリティ）を重視する。しかし、初代隊長である伝説的なエースパイロット、ロイ・フォッカーは統合戦争末期に未熟な部下を護るため、敢えて自機VF-0Sを目立つ高視認色（ハイビジリティ・カラー）に塗り敵を引きつけようとした（第2次大戦におけるリディア・リトヴァクなど、現実にもあった事例である）。これが元となりスカル隊は一般的に「白」のイメージで語られることが多い。テレビシリーズでは部隊内でもカラーリングはまちまちであったが、劇場版のスカル小隊は白地の機体に黒いラインが入り、ワンポイントとしてパーソナルカラー（フォッカーが黄色、一条輝が赤色、マクシミリアン・ジーナスが青色、柿崎速雄が緑色）を配するデザインに統一された。このカラーリングはテレビシリーズにおけるフォッカー機、通称「ロイ・フォッカー・スペシャル」のそれを踏襲したものである。
部隊章の海賊旗（髑髏と骨の絵柄）やスカル（頭蓋骨）という部隊名も、フォッカーのパーソナルマークが元になったと思われる。その由来として、統合戦争時フォッカーに空戦術を指南した元教官D・D・イワノフが付けていたジョン・ラカム風の海賊旗マークが関連を窺わせる。劇場版では尾翼およびファストパック側面に部隊章の海賊旗が印されている。

### メカニックデザイン
『超時空要塞マクロス』のメカニックは実在する兵器の意匠を取り入れリアリティーを表している。スカル隊の「白」のイメージはVF-1の愛称「バルキリー」と同じく、デザイナー河森正治が気に入っている試作爆撃機XB-70ヴァルキリーから引用された。同様に部隊章の海賊旗もバルキリーのデザインモチーフとなった戦闘機F-14トムキャットの航空団、VF-84ジョリーロジャースから引用された。マクロスの企画当時、同航空団は所属する空母ニミッツと共に映画『ファイナル・カウントダウン』に出演し、航空ファン以外にも知られる人気の部隊であった（この部隊は結成以来幾度と無く解隊されているが、その都度他の部隊がニックネームを引き継いでいる）。現在、その部隊名と部隊章はF/A-18F スーパーホーネットで編成されるVFA-103に引き継がれている。ちなみに、非公式ではあるが、のちに「マクロスシリーズ」に設定監修として携わる千葉昌宏（『マクロス7』に登場する「Dr.千葉」のモデルともなった人物）が同人作家時代に執筆した記事では、フォッカーはかつて同隊に所属しており、その部隊章を引き継いだと解説していた。

## ロボテック版
ハーモニーゴールド USA 社（Harmony Gold USA）が、翻案権を取得し、同一世界の異なる時代と世代を描いた、連続するひとつの大河ストーリーとして翻案、再編集されたクロスオーバー作品である海外「ロボテック・シリーズ」においては、次のように成立過程を説明される。
1993年から1994年にかけて出版された南極出版社 (英: Antarctic Press) の漫画『試作機 001 タイガーキャット (英: Prototype 001 Tigercat) 』、『試作機 001 派生型 (英: Prototype 001 Variants) 』では、日本国において2002年から2004年にかけて制作された『マクロス ゼロ』に登場する試作可変戦闘機であるVF-0 フェニックスを構成機として統合戦争末期に組織された試験的実用部隊の成立過程に先行して、同じく同戦争の初期に試験的実用部隊として、F-203 ドラゴン IIの暫定的後継機である、ガウォーク・ファイターまでの二形態を持つ　試作可変戦闘機 「YVF-14 タイガーキャット (英: Tigercat) 」によって組織された。編成規模は「小隊」。　
その後は『ロボテック：マクロス・サーガ (英: Robotech: Macross Saga) 』 時代までは、おおむね日本版のテレビシリーズと同様の編成過程をたどる。

### 『シャドウ・クロニクル』時代
『超時空騎団サザンクロス』と『機甲創世記モスピーダ』が『超時空要塞マクロス』（初代テレビシリーズ）と同じ世界における、のちの時代と世代の物語であるという設定のため、「第三世代」編である　『ニュー・ジェネレーション（英:  The New Generation。「新世代」の意味。日本版の『モスピーダ』）』の最終回のリメイクとその後を描くDVDオリジナル版のOVA（あるいは劇場映画）、『ロボテック：シャドウ・クロニクル (英: Robotech: The Shadow Chronicles) 』の時代でも、遠征艦隊軍 (UEEF / REF) 所属の航空・宇宙部隊としてスカル隊は存在している。
この時代の主要な空母航空団司令 (CAG)である「スカル・リーダー」は、両親から四代目中隊長を襲名した「マイア・スターリング」中佐（Maia Sterling、マックスとミリアの娘のひとり）が務めており、「VFA-6ZX 指揮官用シャドウファイター 、VFA-6X シャドウファイター（英: VFA-6ZX Commander's Shadow Fighter ; 指揮官用ダークレギオスに相当、英: VFA-6X Shadow Fighter ; ダークレギオスに相当）」で編成されている。